# Dương Quang Tuấn
Dương Quang Tuấn (sinh ngày 20 tháng 6 năm 1996) là một cầu thủ bóng đá người Việt Nam đang thi đấu ở vị trí thủ môn cho câu lạc bộ Hồng Lĩnh Hà Tĩnh.

## Sự nghiệp
Dương Quang Tuấn sinh ra và lớn lên tại Đông Anh, Hà Nội. Năm 11 tuổi, anh gia nhập Trung tâm đào tạo bóng đá trẻ Hà Nội. Năm 2014, Tuấn cùng đội U-19 Hà Nội T&T lên ngôi vô địch giải U-19 Quốc gia. Cá nhân anh cũng nhận danh hiệu thủ môn xuất sắc nhất giải.
Năm 2015, Dương Quang Tuấn về đầu quân cho Công An Nhân Dân thi đấu ở Giải hạng Nhất Quốc gia dưới sự dẫn dắt của HLV Phạm Minh Đức. Mùa giải sau đó, anh khoác áo CLB Sài Gòn và có lần đầu tiên ra sân tại V.League 1. Tuy nhiên, anh đã có mùa giải không mấy thành công ở sân chơi chuyên nghiệp cao nhất của bóng đá Việt Nam.
Năm 2017, HLV Phạm Minh Đức đưa anh về thi đấu ở giải hạng nhì cho câu lạc bộ Hà Nội B. Năm 2018, anh tiếp tục chinh chiến cùng Hà Nội B ở Giải hạng Nhất Quốc gia. Năm 2019, đội được chuyển giao về Hà Tĩnh và anh thi đấu dưới màu áo Hồng Lĩnh Hà Tĩnh từ đó tới nay.

## Danh hiệu
U-19 Hà Nội
- Giải bóng đá vô địch U-19 quốc gia: 2014

Hồng Lĩnh Hà Tĩnh
- V.League 2: 2019

Cá nhân
- Thủ môn xuất sắc nhất Giải bóng đá vô địch U-19 quốc gia: 2014